# 올리비예

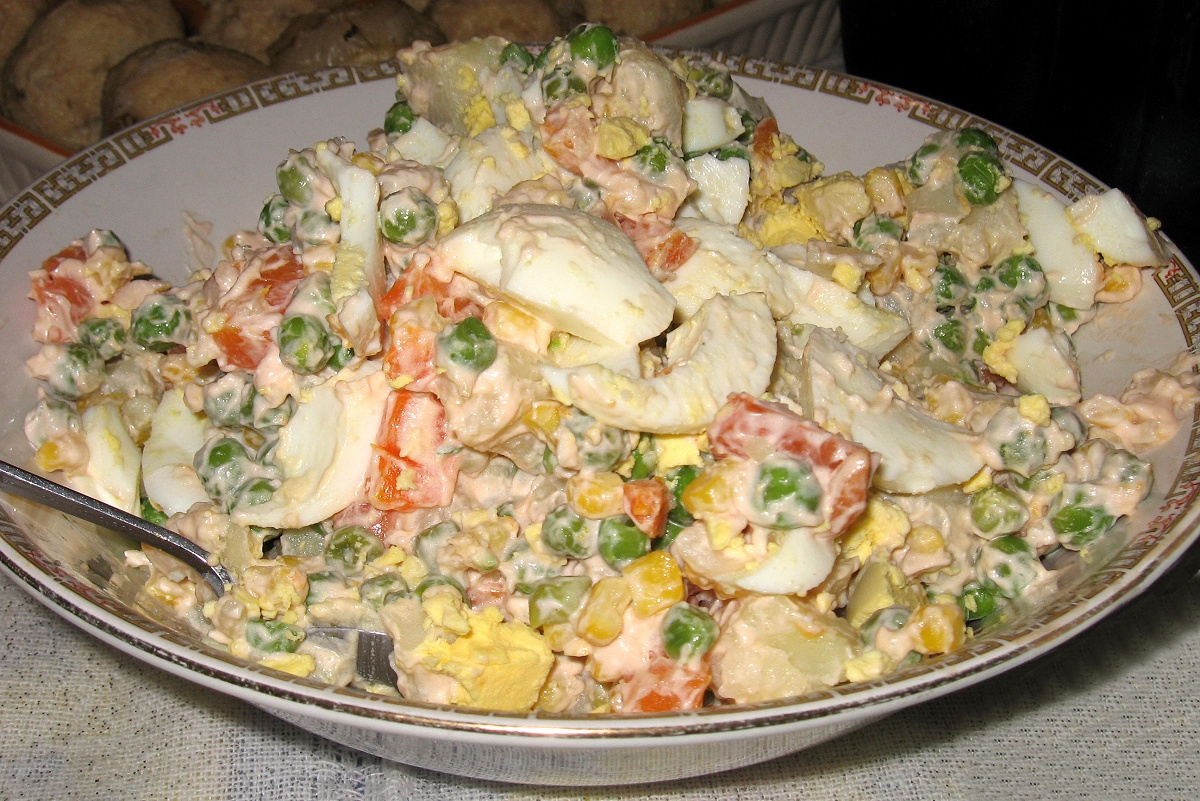
올리비예

올리비예(러시아어: оливье)는 러시아 요리 중 하나로, 샐러드의 한 종류이다. 달걀과 감자 등이 재료로 들어간다. 스톨리치니 샐러드(러시아어: салат «Столичный» 살라트 스톨리치니[*])라는 이름으로도 알려져 있다. 모스크바의 호텔 · 레스토랑인 예르미타시의 주방장 프랑스인 류시옌 올리비예에 의해 고안되었다.

## 같이 보기
- 달걀 샐러드